# Kravlje zvono
Kravlje zvono je zvono koje nosi slobodno puštena stoka kako bi se poplašili potencijalni grabežljivci. Iako ih se obično naziva "kravlja zvona" zbog njihove opsežne uporabe na govedima, zvona se koriste i na drugim domaćim životinjama. Također i glazbeni instrument, tj. udaraljke, točnije idiofono glazbalo poznato pod raznim imenima (španjolski: cercero, portugalski: campana ili choca, engleski: cowbell).
Kravlje zvono pričvršćivalo se na vrat stoke, ovce ili koze kada se vode na pašnjak ili kolektivnu ispašu tijekom sezonske transhumance. Ovo zvono je omogućavalo pastiru da identificira svoje stado, pronađe ga i održi jedinke zajedno (također i mlado tele pamti zvuk majčina zvona i lakše ju prati). Veća zvona uglavnom se koriste za transhumancu stada prema planinskim pašnjacima jer svojom težinom onemogućava bilo kakvo zaustavljanje za ispašu.
Kravlje zvono se tradicionalno pravi ručno od željeza, koje se kuje hladno i savija na nakovnju u oblik šalice. Mali komadi bakra ili kositra postavljaju se oko željeza i oblažu mješavinom gline i slame. Komad se spaljuje, a potom se kali uranjanjem u hladnu vodu. Na koncu, uklanja se izgorena glina, bakrenom ili kositrom obloženo željezno zvono se polirana i ton zvona se fino podešava
. Alcáçovas u Portugalu je glavno središte za ručnu proizvodnju kravljih zvona i njegovi stanovnici se jako ponose ovom baštinom gdje se još uvijek tehnička i stručna znanja prenose u krugu obitelji, od očeva na sinove. Zbog toga je izrada kravljih zvona u Portugalu upisana na popis nematerijalne svjetske baštine u Europi 2017. godine. No, nove metode ispaše u velikoj su mjeri uklonile potrebu za pastirskim stočarstvom i ovim zvonima koji se sve više prave pomoću jeftinijih industrijskih tehnika. Trenutno je u Alcáçovasu preživjelo samo 11 radionica i 13 proizvođača kravljih zvona, od kojih je 9 starijih od 70 godina. Zbog toga je izrada kravljih zvona 2017. godine upisana i na popis nematerijalne svjetske baštine za hitnu zaštitu.

### Ostali projekti
|  | Zajednički poslužitelj ima još gradiva o temi Kravlja zvona |